# Torre della Babotte
La torre della Babotte, (o della Babote, in francese: Tour de La Babote) è un residuo dei vecchi bastioni di Montpellier, nell'Hérault. Classificato come monumento storico, nel XVIII secolo aveva funzione di osservatorio astronomico.

## Storia

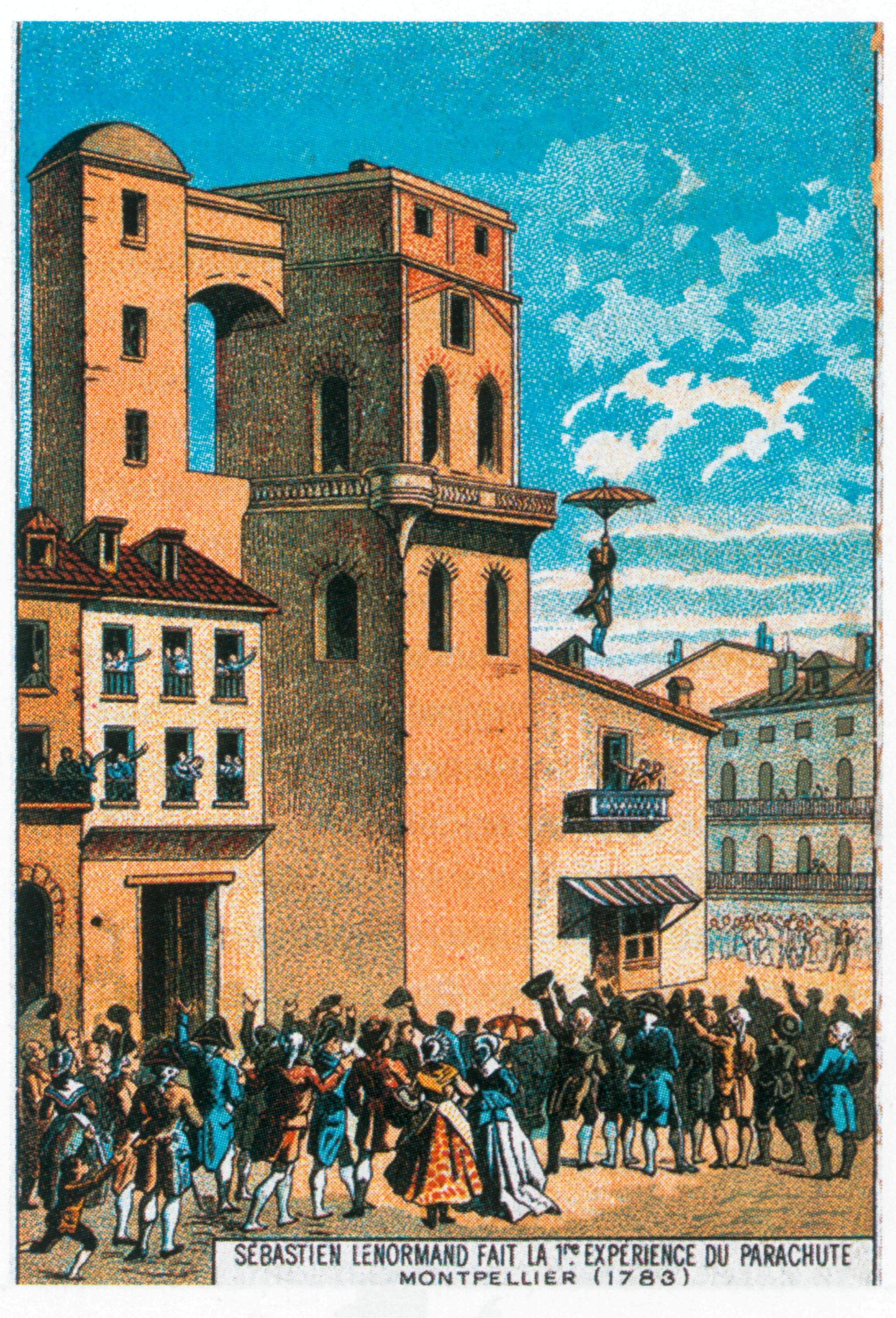
La torre della Babotte in una miniatura del XVIII secolo

La torre della Babotte è un elemento delle venticinque torri del recinto fortificato o recinto comune (commune clôture) che proteggeva la città di Montpellier tra il XII secolo ed il XIII secolo. Alto ventisei metri, rimane una delle ultime vestigia con la porta della Blanquerie, la porta di Pila Saint Gély e la torre dei Pini.
Nel 1739, l'accademia reale delle scienze (in francese Académie des Sciences) chiese il permesso di istituire un osservatorio astronomico, che fu concesso dall'allora direttore generale delle fortificazioni, il maresciallo di Asfeld. L'altezza della torre, dalla balaustra, risale a quel periodo. I lavori terminarono nel 1745 e l'osservatorio rimase attivo sino al 1793. L'osservatorio divenne un famoso centro astronomico fino alla dissoluzione dell'Accademia Reale, durante la rivoluzione francese.
Il 26 dicembre 1783 il fisico e inventore Louis-Sébastien Lenormand sfruttò l'altezza della torre per sperimentare il suo primo prototipo di paracadute al mondo, mentre nel 1832 la torre della Babotte fu sfruttata per l'utilizzo del telegrafo Chappe.
L'utilizzo a fini astronomici riprese dal 1902 al 1922 e dal 1981 è stata la sede della Fédération d'astronomie populaire amateur du Midi, un'associazione amatoriale di astrofili.
La torre è stata dichiarata monumento storico il 4 agosto 1927.
All'osservatorio è stato dedicato l'asteroide 24948 Babote. 

## Ricerca
- Osservazioni astrometriche[7]
- Fenomeni reciproci nel sistema di satelliti di Giove
- Eclissi lunari
- Eclissi solari
- Determinazione della parallasse durante i transiti di Venere e Mercurio sul disco del Sole
- Tentativi di calcolare la parallasse nelle comete
- Osservazioni di Saturno
- Tentativi di rilevare satelliti di Venere